# Monte Alegre, San Luis Potosí
Monte Alegre är en ort i Mexiko.   Den ligger i kommunen Tamazunchale och delstaten San Luis Potosí, i den sydöstra delen av landet, 200 km norr om huvudstaden Mexico City. Monte Alegre ligger 177 meter över havet och antalet invånare är 134.
Terrängen runt Monte Alegre är huvudsakligen kuperad. Monte Alegre ligger nere i en dal. Runt Monte Alegre är det ganska tätbefolkat, med 56 invånare per kvadratkilometer. Närmaste större samhälle är Tamazunchale, 8,1 km norr om Monte Alegre. I omgivningarna runt Monte Alegre växer huvudsakligen savannskog.